# Matzon Frigyes
Matzon Frigyes (Irsa, 1909. február 9. – Budapest, 1986. április 16.) magyar szobrászművész, művészpedagógus.

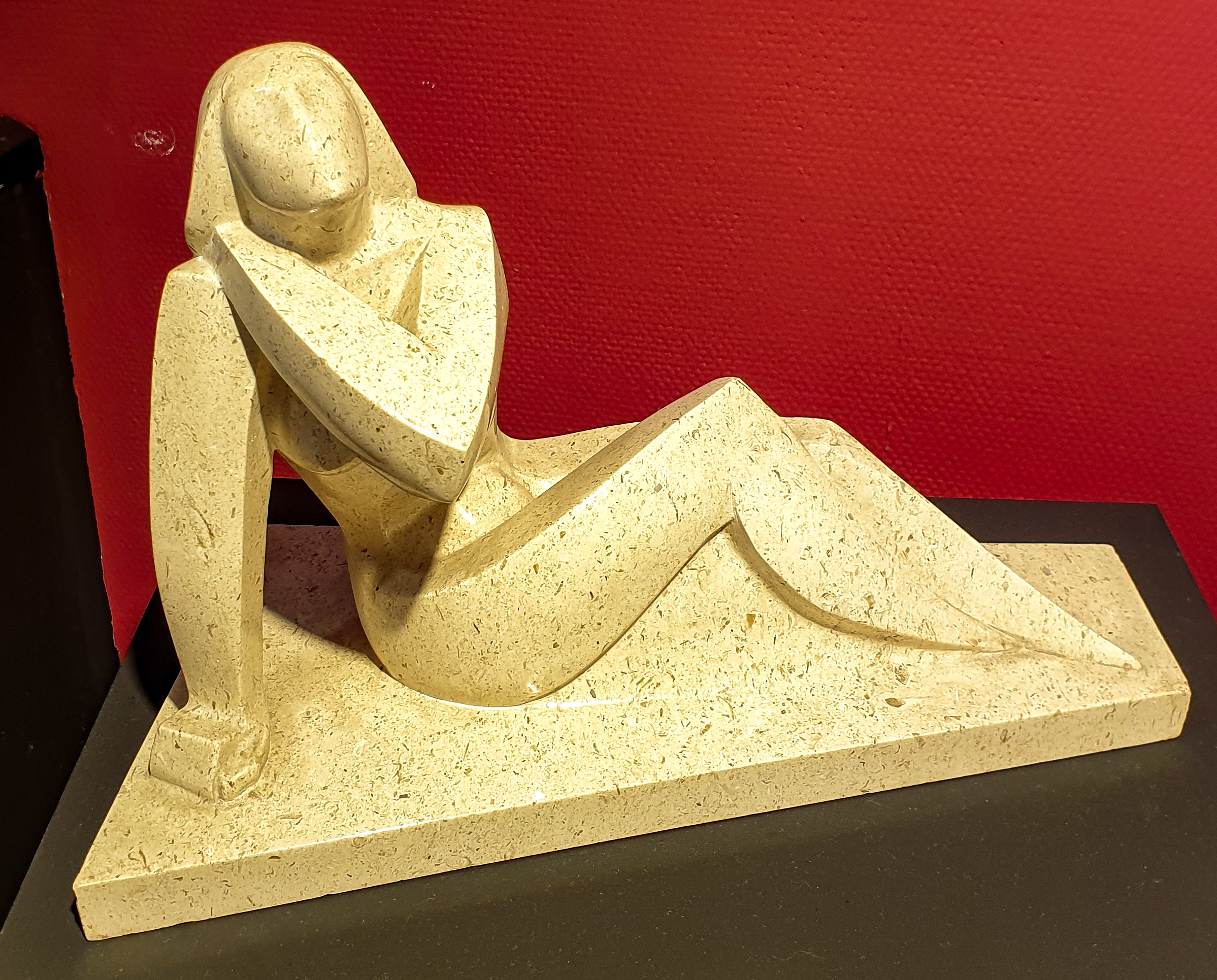
Léda

Szobrászatát kubisztikus síkokra redukált egyéni formakezelés jellemzi. Kisplasztikái sok esetben nőalakok monumentális megjelenítései. 1986-ban életművét Várpalota városának adományozta, ahol azóta állandó emlékkiállításán mintegy 130 alkotása látható.

## Életpályája
1930–1936 között a Magyar Képzőművészeti Főiskola hallgatója volt, ahol Sidló Ferenc tanította. 1936–1938 között tanársegéd volt Sidló Ferenc mellett. 1938–1945 között kisebb-nagyobb megszakításokkal Rómában dolgozott. (1937–1938 és 1942–1943). 1945–1947 között hadifogoly volt az ausztriai Mollnban. 1947–1953 között műszaki rajzoló-szerkesztőként dolgozott az Építéstudományi Intézetnél, majd a Földmérő és Talajvizsgáló Intézetnél. 1953-1974 között a Képzőművészeti Gimnázium tanára, az ELTE vendégelőadója volt Vayer Lajos mellett. 1965-1980 között a Magyar Néphadsereg Képzőművészeti Alkotókörének vezetője volt.

## Kiállításai

### Csoportos kiállítások
1983 és 1985-ben vett részt a VIII. illetve a IX. Országos Kisplasztikai Biennálén, Pécsen.

### Egyéni kiállításai
- 1939-1945 Róma
- 1964 Budapesti Nemzetközi Vásár, Városliget, Budapest
- 1965 Egressy Klub (Lampért Andrással)
- 1968 Hazafias Népfront Kiállítóterem, Budapest (Tahi Tóth Nándorral)
- 1972 Balassagyarmat
- 1977 Balassagyarmat
- 1978 Fáklya Művelődési Központ
- 1980 Fővárosi Művelődési Ház, Budapest (Mendlik Lajossal)
- 1982 Bartók 32 Galéria, Budapest
- 1983 Kossuth Művelődési Ház (Ujvári Lajossal), Csákvár - Városi Művelődési Ház (Szelestey Lászlóval), Várpalota
- 1986 Várpalota (életmű-kiállítás és az állandó gyűjtemény megnyitása)
- 1992 Marczibányi Téri Művelődési Központ (Matzon Ákossal)
- 1996 Nagy Gyula Múzeum (Matzon Ákossal), Várpalota (emlékkiállítás).
- 2009 Magyar Képzőművészeti Egyetem Parthenon-fríz terem - Epreskert, Budapest
- 2012 Pincegaléria (Matzon Ákossal), Balatonboglár.

## Díjai
- 1932 Nemes Marcell-díj
- 1937 Céhbeliek aranyérme
- 1938 Magyar Képzőművészeti Főiskola kitüntető érme
- 1938 Budapest Székesfőváros nagydíja
- 1940 Szinnyei Társaság díja
- 1967 Eötvös József-díj

## Alkotásai

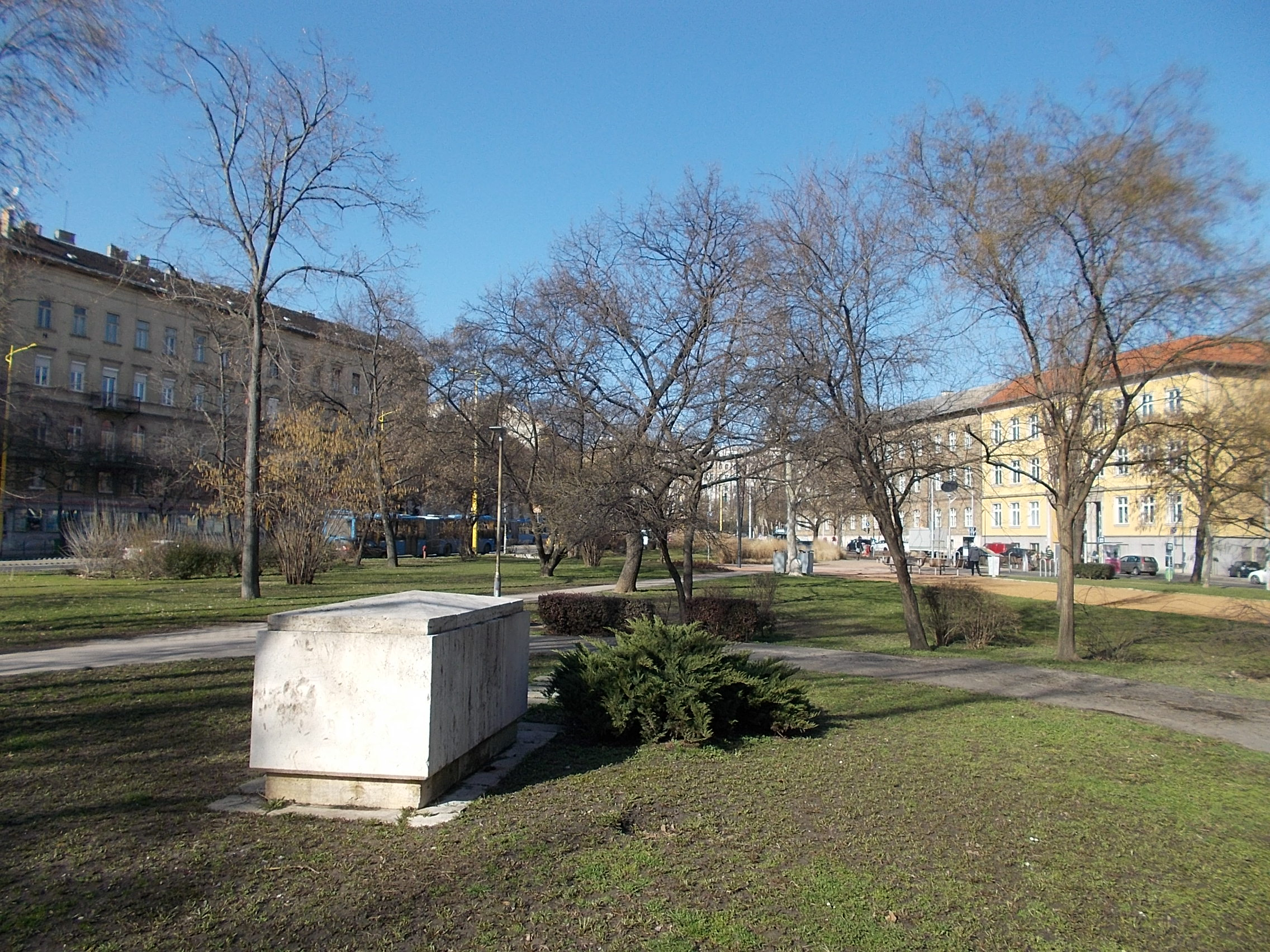
Jelképes kőkoporsó az első magyar köztársasági mozgalom vezetőinek emlékére

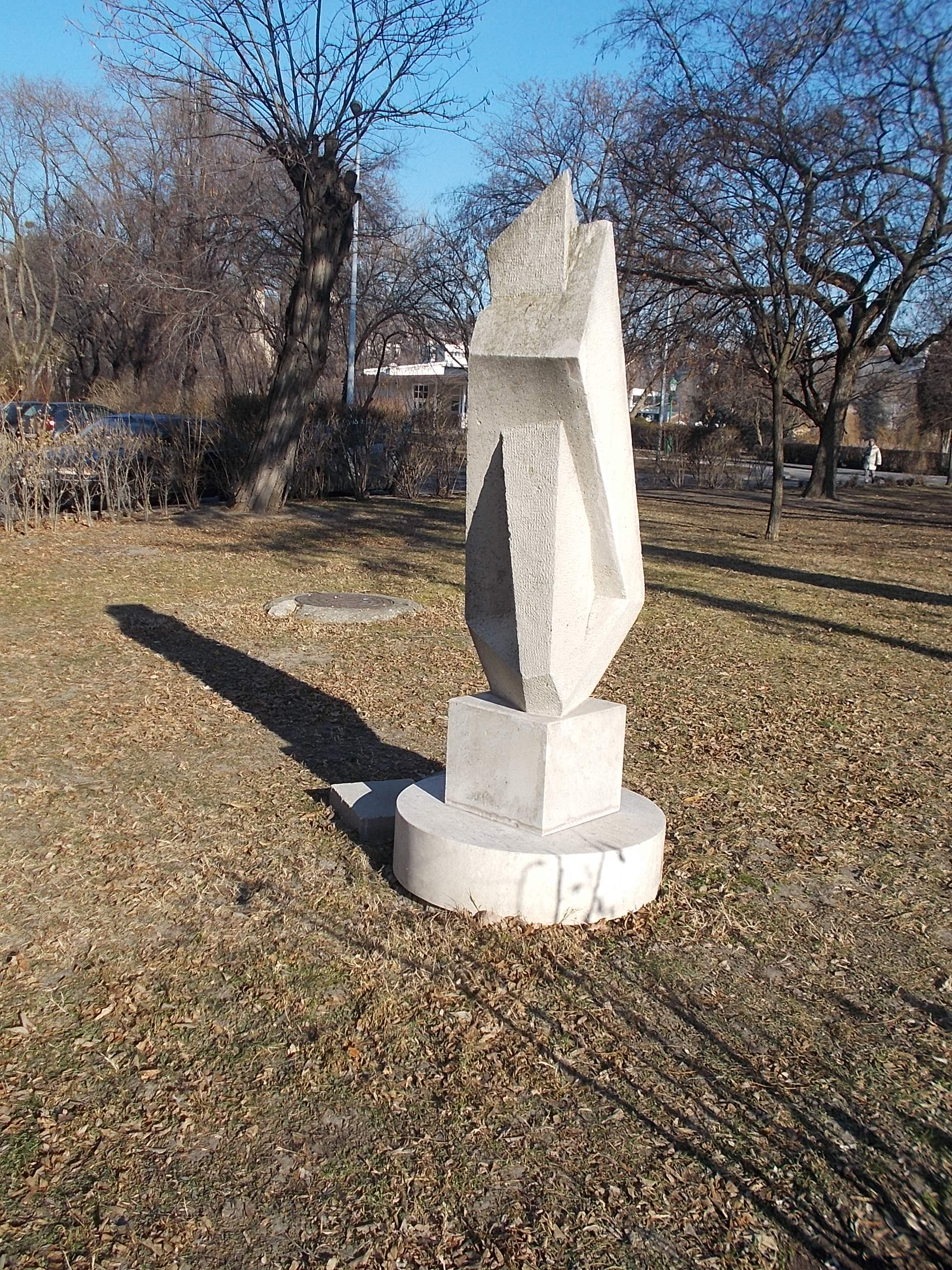
Bartók: Concerto

### Köztéren
- Hősi emlékmű (Budapest, Képzőművészeti Főiskola, 1938)
- I. világháborús emlékmű (1942, Péterréve, megsemmisült)
- Magyar jakobinusok emlékműve (1949, Budapest)
- A magyar jakobinusok emlékműve (mészkő, 1955, Budapest, Vérmező)
- Kőrösi József (márvány domborműves emléktábla, 1956, Szeged)
- Fókapár (labradorit, 1970, Budapest, Naphegy, Orvoslépcső)
- Bartók: Concerto (kő, 1984, Budapest, Kamaraerdei Ifjúsági Park)

### Közgyűjteményekben
- Deák-gyűjtemény, Székesfehérvár
- Fővárosi Képtár, Budapest
- Magyar Nemzeti Galéria, Budapest
- Janus Pannonius Múzeum, Pécs
- Városi Képtár, Várpalota
- Xántus János Múzeum, Győr